# Molières (Dordogne)
Molières is een gemeente in het Franse departement Dordogne (regio Nouvelle-Aquitaine) en telt 309 inwoners (2004). De plaats maakt deel uit van het arrondissement Bergerac.

## Geografie
De oppervlakte van Molières bedraagt 21,0 km², de bevolkingsdichtheid is 14,7 inwoners per km².
De onderstaande kaart toont de ligging van Molières (Dordogne) met de belangrijkste infrastructuur en aangrenzende gemeenten.

## Demografie
Onderstaande figuur toont het verloop van het inwonertal (bron: INSEE-tellingen).